# Classe Kynda
A Classe Kynda (ou Project 58 Missile (Rocket) Cruisers) foi a primeira classe de navios da marinha soviética. Sua classe sucessora é a classe Kresta I. Compôs 4 navios já fora de serviço. O Varyag, último construído da classe, foi preservado como navio-museu.

## Navios da classe
A classe foi planejada em 1956 e os batimentos de quilha dos navios aconteceram entre 1960 e 1961.
| Classe Kynda                        | Classe Kynda            | Classe Kynda           | Classe Kynda           | Classe Kynda                               | Classe Kynda | Classe Kynda                                                            |
| Nome do navio                       | Batimento de quilha     | Lançado                | Completo               | Frota                                      | Estado | Observação                                                              |
| ----------------------------------- | ----------------------- | ---------------------- | ---------------------- | ------------------------------------------ | --- | ----------------------------------------------------------------------- |
| Grozny (Грозный, tr.: formidável)   | 23 de fevereiro de 1960 | 26 de março de 1961    | 30 de dezembro de 1962 | Servido na frota do Báltico.               | Desmontado em 1991. | -                                                                       |
| Almirante Fokin (Адмирал Фокин)     | 5 de outubro de 1960    | 19 de novembro de 1961 | 1964                   | Servido na frota do Pacífico.              | Desmontado em 1993. | -                                                                       |
| Almirante Golovko (Адмирал Головко) | 20 de abril de 1960     | 18 de julho de 1962    | 1964                   | Servido na frota do Mar Negro de 1995-1997 | Desativado e retirado do serviço em 2002. | Renomeado em 31 de outubro de 1962, depois da morte de Arseniy Golovko. |
| Varyag (Варяг, tr.: varangiano)     | 13 de outubro de 1961   | 7 de abril de 1963     | 1965                   | Servido na frota do Pacífico.              | Descomissionado em 1990. Este navio foi destaque em um documentário da TV Soviética no final de 1970. Havia planos para preservá-lo como um navio-museu. | -                                                                       |

## Armamento
Seu armamento compunha um lançador duplo de 16 mísseis SA-N-1 'Goa', 2 lançadores de morteiros ASW RBU-6000, 6 tubos de 533 mm lançadores de torpedos,  4 canhões de 76 mm e 4 canhões de 30 mm.